# Jadwiga Jaruzelska
Jadwiga Jaruzelska (ur. 1954) – polska genetyk, prof. dr hab. nauk biologicznych, profesor Instytutu Genetyki Człowieka Polskiej Akademii Nauk.

## Życiorys
Obroniła pracę doktorską, 16 grudnia 1996 habilitowała się na podstawie oceny dorobku naukowego i pracy zatytułowanej Molekularne podłoże fenyloketonurii. 2 września 2004 nadano jej tytuł profesora w zakresie nauk biologicznych.
Objęła funkcję profesora w Instytucie Genetyki Człowieka Polskiej Akademii Nauk, oraz jest członkiem zarządu na Oddziale Poznańskim Polskiego Towarzystwa Genetycznego.

## Publikacje
- 1999: Partial Masculinization in 46,XX Individuals Carrying SRY Gene[1]
- 2003: Homologue of Drosophila Pumilio id Expressed in Embryonic Stem Cells and Germ Cells and Interacts with DAZ (Deleted in Azoospermia) and DAZ-like Proteins[1]
- 2009: The highly conserced NANOS2 protein: testis-specific expression and significance for the human male reproduction[1]
- 2011: NANOS1 and PUMILIO2 bind microRNA biogenesis factor GEMIN3, within chromatoid body in human germ cells[1]